# Naturschutzgebiet Nocken
Das Naturschutzgebiet Nocken ist ein 10,20 ha großes Naturschutzgebiet (NSG) im Stadtgebiet von Meinerzhagen im Märkischen Kreis in Nordrhein-Westfalen. Das NSG wurde 2001 vom Kreistag des Märkischen Kreises mit dem Landschaftsplan Nr. 6 Meinerzhagen ausgewiesen. Im Norden grenzt das NSG direkt an das Naturschutzgebiet Listertal.

## Gebietsbeschreibung
Bei dem NSG handelt es sich um einen ehemaligen Grauwacke-Steinbruch. Auf der Steinbruchsohle befinden sich Ruderalfluren, Silikat-Magerrasen, Kleingewässer, 
Geröllhalden mit Pionierwaldstadien und Steilwände.

## Schutzzweck
Das Naturschutzgebiet wurde zur Erhaltung und Entwicklung des Steinbruchs und als Lebensraum gefährdeter Tier und Pflanzenarten ausgewiesen. Wie bei anderen Naturschutzgebieten in Deutschland wurde in der Schutzausweisung darauf hingewiesen, dass das Gebiet „wegen der landschaftlichen Schönheit und Einzigartigkeit“ zum Naturschutzgebiet wurde.
Im Steinbruch ist das Klettern verboten.